# Cryptocelidae
Cryptocelididae
Famille
Les Cryptocelidae (synonyme Cryptocelididae) sont une famille de vers plats marins, de la super-famille des Discoceloidea, du sous-ordre des Acotylea et de l'ordre des Polycladida.

## Taxinomie

### Cryptocelidae
Le nom valide complet (avec auteur) de ce taxon est Cryptocelidae Laidlaw, 1903.
Cryptocelidae a pour synonyme Cryptocelididae Laidlaw, 1903

### Décomposition de Cryptocelidae
Selon la base de données World Register of Marine Species (11 novembre 2023), la famille des Cryptocelidae se décompose comme suit :
- genre Adenodactyloplana Bulnes, Faubel & Ponce de Leon, 2003
- sous-famille des Cryptocelidinae Prudhoe, 1985 (Aucun sous-taxon)
- genre Cryptocelis Lang, 1884
- genre Hylocelis Faubel, 1983
- genre Macginitiella Hyman, 1953
- genre Multisepta Cuadrado, Moro & Norena, 2017
- genre Notoplanella Bock, 1931
- genre Phaenocelis Stummer-Traunfels, 1933
- genre Comprostatum Hyman, 1944, accepté comme Phaenocelis Stummer-Traunfels, 1933